# Langue diplomatique
Une langue diplomatique est une langue adoptée pour la rédaction des actes exigés par les relations internationales. Ces actes sont actuellement écrits en plusieurs langues, chacune des versions faisant également foi.

## Origine
(novembre 2024).
En août 1539, François Ier signe au château royal de Villers-Cotterêts une « ordonnance générale sur le fait de la justice ». Les articles 110 et 111 de l'ordonnance de Villers-Cotterêts imposent le français dans tous les actes à portée juridique de l’administration et de la justice du royaume. Il s'agit d'un événement clé pour la langue française. Si cette ordonnance est si fameuse, c’est parce qu’elle a posé un premier jalon pour l’essor de la langue française. Son interprétation reste encore aujourd’hui objet de débats entre historiens et juristes. Tout d’abord, elle en fait l’instrument d’une administration et d’une justice à l’échelle du royaume, ce qui lui permettra de gagner progressivement du terrain au détriment de la langue d'oc et des autres parlers régionaux. Dès le XVIIe siècle, le français devient la langue de l’aristocratie et des personnes cultivées dans tout le Nord de l’Europe, en Allemagne, en Pologne, en Russie...
Il est également considéré, depuis le XVIIIe siècle, comme la langue de la diplomatie. Tous les traités internationaux sont rédigés en français à partir du traité de Rastatt (1714) jusqu’à la Conférence de Paris en 1919.
Le français s'est imposé comme langue diplomatique à partir du XVIIIe siècle, en remplacement du latin. Le traité de Rastatt en 1714, qui marque la fin de la guerre de Succession d’Espagne à la fin du règne de Louis XIV, est considéré comme le premier traité international rédigé exclusivement en français. Cette prééminence s'explique par le rayonnement culturel de la France à l'époque, et non par sa domination politique.
Aux XVIIIe et XIXe siècles, le français était parlé dans la plupart des cours européennes et utilisé lors des grandes négociations. Le Congrès de Vienne en 1815 s'est ainsi déroulé en français. Sa précision et sa clarté en faisaient une langue adaptée à la diplomatie.

## Aujourd'hui

### Cas du Vatican
Dans les communications internationales, l’État du Vatican a choisi le français comme langue véhiculaire à l’Organisation des Nations unies (ONU), l'UNESCO, la Conférence sur la sécurité et la coopération en Europe (CSCE), l'Agence internationale de l'énergie atomique (AIEA), l'Organisation des Nations unies pour l'alimentation et l'agriculture (FAO) etc..